# Ольсен, Тронн
Тронн Ольсен (норв. Trond Olsen; род. 5 февраля 1984, Люнген, Тромс) — норвежский футболист, нападающий клуба «Верёй». Выступал в сборной Норвегии.

## Клубная карьера
В сезоне 2006 года Ольсен провёл за «Лиллестрём» 4 матча и ни в одном из них не отметился голом.
За норвежский «Русенборг» Ольсен выступал с 2009 по 2011 годы. Он провёл 64 матча чемпионата Норвегии, в которых забил 14 мячей. В Лиге чемпионов Тронн Ольсен сыграл 3 матча и забил 1 гол в ворота ФК «Брейдаблик». Все три матча были проведены в 2011 году в составе «Русенборга». В общей сложности в рамках турнира Лиги чемпионов Ольсен провёл 118 минут. сыграв полностью выездной матч второго отборочного раунда против Брейдаблика.
С 2011 года Тронн Ольсен выступает за «Викинг». В рамках чемпионата Норвегии он провёл 31 матч и забил 6 мячей.

## Карьера в сборной
За сборную Норвегии Тронн Ольсен дебютировал в 19 ноября 2008 года в товарищеском матче против сборной Украины. Это был его единственный матч за сборную Норвегии.

## Статистика

### Выступления за клубы
| Сезон            | Клуб             | Дивизион                 | Чемпионат | Чемпионат | Кубок | Кубок | Итого | Итого |
| Сезон            | Клуб             | Дивизион                 | Игры      | Голы      | Игры  | Голы  | Игры  | Голы  |
| ---------------- | ---------------- | ------------------------ | --------- | --------- | ----- | ----- | ----- | ----- |
| 2001             | Будё-Глимт       | Чемпионат Норвегии       | 3         | 1         | 0     | 0     | 3     | 1     |
| 2002             | Будё-Глимт       | Чемпионат Норвегии       | 20        | 1         | 3     | 1     | 23    | 2     |
| 2003             | Будё-Глимт       | Чемпионат Норвегии       | 14        | 1         | 6     | 1     | 20    | 2     |
| 2004             | Будё-Глимт       | Чемпионат Норвегии       | 23        | 3         | 4     | 4     | 27    | 7     |
| 2005             | Будё-Глимт       | Чемпионат Норвегии       | 24        | 3         | 2     | 0     | 26    | 3     |
| 2006             | Лиллестрём       | Чемпионат Норвегии       | 4         | 0         | 0     | 0     | 4     | 0     |
| 2006             | Будё-Глимт       | Первый дивизион Норвегии | 17        | 7         | 3     | 2     | 20    | 9     |
| 2007             | Будё-Глимт       | Первый дивизион Норвегии | 29        | 11        | 2     | 4     | 31    | 15    |
| 2008             | Будё-Глимт       | Чемпионат Норвегии       | 26        | 10        | 5     | 4     | 31    | 14    |
| 2009             | Русенборг        | Чемпионат Норвегии       | 29        | 8         | 5     | 4     | 34    | 12    |
| 2010             | Русенборг        | Чемпионат Норвегии       | 24        | 4         | 4     | 4     | 28    | 8     |
| 2011             | Русенборг        | Чемпионат Норвегии       | 12        | 2         | 4     | 3     | 16    | 5     |
| 2011             | Викинг           | Чемпионат Норвегии       | 7         | 1         | 1     | 0     | 8     | 1     |
| 2012             | Викинг           | Чемпионат Норвегии       | 24        | 5         | 3     | 1     | 27    | 6     |
| Всего за карьеру | Всего за карьеру | Всего за карьеру         | 256       | 57        | 42    | 28    | 297   | 85    |

### Матчи Ольсена за сборную Норвегии
| Матчи Ольсена за сборную Норвегии | Матчи Ольсена за сборную Норвегии | Матчи Ольсена за сборную Норвегии | Матчи Ольсена за сборную Норвегии | Матчи Ольсена за сборную Норвегии | Матчи Ольсена за сборную Норвегии |
| --------------------------------- | --------------------------------- | --------------------------------- | --------------------------------- | --------------------------------- | --------------------------------- |
| №                                 | Дата                              | Соперник                          | Счёт                              | Голы Ольсена                      | Соревнование                      |
| 1                                 | 19 ноября 2008                    | Украина                           | 0:1                               | —                                 | Товарищеский матч                 |

Итого: 1 матч / 0 голов; 0 побед, 0 ничьих, 1 поражение.